# نودة (خلخال)
نودة هي قرية في مقاطعة خلخال، إيران. عدد سكان هذه القرية هو 136 في سنة 2006.